# Csáki Béla (labdarúgó)
Csáki Béla (Szeged, 1930. május 25. – 2006. március 19.) labdarúgó, csatár.

## Pályafutása
Labdarúgó pályafutását Szegeden kezdte. 1950 és 1951 között az újszegedi Szegedi Petőfi labdarúgója volt. 1952 és 1954 között a Szegedi Honvéd (később Haladás) együttesében szerepelt. 1953 októberében egy balesetben annyira roncsolódott a karja, hogy csonkolni kellett. 1955-ben igazolt a Salgótarjáni BTC csapatához, ahol 1962-ig játszott. Itt tagja volt az 1958-as magyar kupa-döntős csapatnak. Az élvonalban összesen 248 mérkőzésen szerepelt és 99 gólt szerzett.

## Sikerei, díjai
- Magyar kupa (MNK)
  - döntős: 1958